# Bassface
Bassface (oder "bass face" / "bass-face") ist ein weit verbreiteter Begriff in der elektronischen Musikszene. Obwohl seine Ursprünge nicht mehr eindeutig nachvollziehbar sind, gibt es Belege für seine Existenz mindestens seit den 1990er Jahren, etwa durch den Künstler "Bassface Sascha". Der Begriff bezieht sich in der Regel auf den Gesichtsausdruck, der beim Hören von intensiven oder lauten Bässen entsteht. Dieser Ausdruck, der oft durch nach unten gezogene Mundwinkel gekennzeichnet ist, wird oft als verzerrt und negativ empfunden.

## Bassface als Emotion
Das "Bassface"-Phänomen ist aus psychologischer Sicht interessant, weil der gezeigte Gesichtsausdruck am ehesten mit den Basisemotionen Ekel oder Wut beschrieben werden kann. Dennoch steht dieses Gesicht, wenn es beim Hörer durch basslastige Musik hervorgerufen wird, für puren Musikgenuss.